# Перенці
45°23′ пн. ш. 17°34′ сх. д. / 45.39° пн. ш. 17.56° сх. д.
Перенці (хорв. Perenci) — населений пункт у Хорватії, у Пожезько-Славонській жупанії у складі громади Брестоваць.

## Населення
Населення за даними перепису 2011 року становило 42 осіб.
Динаміка чисельності населення поселення:

## Клімат
Середня річна температура становить 10,92 °C, середня максимальна – 25,36 °C, а середня мінімальна – -6,30 °C. Середня річна кількість опадів – 858 мм.
| Клімат поселення                              | Клімат поселення | Клімат поселення | Клімат поселення | Клімат поселення | Клімат поселення | Клімат поселення | Клімат поселення | Клімат поселення | Клімат поселення | Клімат поселення | Клімат поселення | Клімат поселення | Клімат поселення |
| Показник                                      | Січ.             | Лют.             | Бер.             | Квіт.            | Трав.            | Черв.            | Лип.             | Серп.            | Вер.             | Жовт.            | Лист.            | Груд.            |                  |
| Середній максимум, °C                         | 6,52             | 8,69             | 13,19            | 17,26            | 22,24            | 25,36            | 24,82            | 24,28            | 20,39            | 15,34            | 9,71             | 5,60             |                  |
| Середня температура, °C                       | 0,12             | 2,28             | 6,78             | 10,86            | 15,82            | 18,94            | 20,83            | 20,30            | 16,41            | 11,35            | 5,71             | 1,59             |                  |
| Середній мінімум, °C                          | −6,3             | −4,13            | 0,36             | 4,45             | 9,42             | 12,53            | 16,85            | 16,32            | 12,41            | 7,36             | 1,73             | −2,38            |                  |
| Норма опадів, мм                              | 53               | 50               | 56               | 70               | 80               | 100              | 79               | 80               | 67               | 75               | 82               | 66               |                  |
| Середньомісячна швидкість вітру, м/с          | 1.88             | 2.12             | 2.42             | 2.34             | 2.12             | 1.95             | 1.90             | 1.75             | 1.74             | 1.81             | 1.88             | 1.92             |                  |
| Середньомісячна сонячна радіація, кДж/м²·день | 4306             | 7072             | 10902            | 15251            | 19324            | 21510            | 22229            | 19904            | 14855            | 9215             | 4925             | 3649             |                  |
| --------------------------------------------- | ---------------- | ---------------- | ---------------- | ---------------- | ---------------- | ---------------- | ---------------- | ---------------- | ---------------- | ---------------- | ---------------- | ---------------- | ---------------- |
| Джерело:                                      |                  |                  |                  |                  |                  |                  |                  |                  |                  |                  |                  |                  |                  |